# Southampton FC (rezerva a akademie)
Rezerva Southamptonu FC je rezervní tým anglického klubu Southampton FC. Rezerva hraje ligovou sezónu v Premier League do 21 let, což je nejvyšší liga v Anglii pro tuto věkovou kategorii. Trenérem je Martin Hunter.
Southampton Football Club Academy (nebo Saints Academy) jsou týmy anglického klubu Southampton FC od 9 do 18 let. Výběr do 18 let působí v Premier League do 18 let a v FA Youth Cupu. Podle studií firmy CIES v roce 2015 vydělal Southampton na prodejích hráčů z akademie od roku 2012 90 milionů eur (asi 2,45 miliardy korun). Díky tomu se Southampton stal klubem s nejvýdělečnější akademií v Evropě. Trenérem akademie je Craig Fleming.

## Sestava U21
Aktuální k datu: 11. březen 2016
| Číslo |           | Pozice | Hráč           |
| ----- | --------- | ------ | -------------- |
| —     | Anglie    | B      | Harry Lewis    |
| —     | Gibraltar | B      | Will Britt     |
| —     | Anglie    | O      | Ollie Cook     |
| —     | Anglie    | O      | Alfie Jones    |
| —     | Anglie    | O      | Bevis Mugabi   |
| —     | Anglie    | O      | Will Wood      |
| —     | Nigérie   | O      | Joshua Debaya  |
| —     | Benin     | O      | Richard Bakary |

| Číslo |        | Pozice | Hráč            |
| ----- | ------ | ------ | --------------- |
| —     | Anglie | O      | Jake Flanigan   |
| —     | Anglie | Z      | Dominic Gape    |
| —     | Anglie | Z      | Armani Little   |
| —     | Anglie | Z      | Jake Hesketh    |
| —     | Anglie | Ú      | Josh Sims       |
| —     | Anglie | Ú      | Olufela Olomola |
| —     | Anglie | Ú      | Marcus Barnes   |
| —     | Anglie | Ú      | Ryan Seager     |

## Sestava U18

### 2. rok
| Číslo |           | Pozice | Hráč              |
| ----- | --------- | ------ | ----------------- |
| —     | Anglie    | B      | Jake Hallett      |
| —     | Anglie    | B      | Harry Lewis       |
| —     | Anglie    | O      | Kyle Clinton      |
| —     | Anglie    | O      | Ollie Cook        |
| —     | Slovinsko | O      | Oskar Cvjeticanin |

| Číslo |                                | Pozice | Hráč          |
| ----- | ------------------------------ | ------ | ------------- |
| —     | Anglie                         | O      | Alfie Jones   |
| —     | Anglie                         | Z      | Joe Lea       |
| —     | Malajsie                       | Z      | Stuart Wilkin |
| —     | Konžská demokratická republika | Ú      | Carel Kayembe |

### 1. rok
| Číslo |         | Pozice | Hráč           |
| ----- | ------- | ------ | -------------- |
| —     | Anglie  | B      | Neal Osborn    |
| —     | Francie | O      | Yann Valery    |
| —     | Anglie  | O      | Benjamin Cull  |
| —     | Anglie  | O      | Ben Rowthorn   |
| —     | Anglie  | O      | Connor Langan  |
| —     | Anglie  | Z      | Rugare Musendo |

| Číslo |              | Pozice | Hráč            |
| ----- | ------------ | ------ | --------------- |
| —     | Irsko        | Z      | Thomas O'Connor |
| —     | Anglie       | Z      | Tyreke Johnson  |
| —     | Anglie       | Z      | Callum Slattery |
| —     | Anglie       | Z      | Archie Thomas   |
| —     | Jižní Afrika | Ú      | Siph Mdlalose   |
| —     | Anglie       | Ú      | Dan N'Lundulu   |